# 281 до н. е.

## Події
- Битва при Курупедіоні

## Померли
- Лісімах — діадох.
- Селевк I Нікатор — діадох; засновник династії та держави Селевкідів.